# Ca n'Illa
Ca n'Illa és una obra de Serinyà (Pla de l'Estany) inclosa a l'Inventari del Patrimoni Arquitectònic de Catalunya.

## Descripció
Casa pairal de grans dimensions, amb dues masoveries i capella. La casa principal te tres plantes i golfes tancades, tres crugies, i coberta a dues aigües. Té una gran terrassa a la primera planta sobre tres espais coberts amb voltes a manera de porxada. La major part de les obertures són llindades amb pedra, o de llinda arquejada. A la segona planta de la façana sud destaca la galeria central d'arquets de mig punt amb pilars motllurats. A la façana principal es troben restes d'esgrafiats de motius geomètrics. L'interior és interessant per la diversitat decorativa de les diferents estances, entre les quals destaca la gran sala principal, ubicada a la crugia central. Adossada a una de les masoveries, hi ha la capella dedicada a la Divina Pastora, un petita construcció de pedra, amb absis semicircular, volta de llunetes, i porta llindada amb la data 1772 inscrita.

## Història
Existeixen referències documentals ja des del segle x d'un assentament anomenat "Ipsa Isola" (978) i "Isula" (979). El topònim faria referència a l'indret on s'ubica la casa, una fondalada la vora d'un meandre del riu Set, que potser hauria conformat una illa en l'època de la primera població. En altres documents posteriors (dels anys 1182, 1184 i 1197) apareixen així mateix signants amb l'apel·latiu "Illa". Se sap també que fins a l'any 1258 Berenguer de Collfort havia percebut drets dominicals del mas Illa de Serinyà, i que van ser posteriorment venuts a Bernat Prat de Besalú.
L'aparença actual data d'una remodelació feta al segle xviii, com indica la data gravada de 1790 gravada a la porta i una balconada. El 1811 es van dur a terme altres reformes posteriors.